# Ulrich Baer (Pädagoge)
Ulrich Baer (* 1945 in Berlin) ist Pädagoge, Sozialpädagoge, Spieleerfinder und Spielpädagoge und Studienleiter und Stellvertretender Direktor der Akademie Remscheid (seit 1. September 2016: Akademie der Kulturellen Bildung des Bundes und des Landes NRW). Dozent für Spielpädagogik an der Akademie Remscheid. Seit dem Jahr 2010 befindet er sich im Ruhestand.
Er ist der Begründer einer praxisorientierten Spielpädagogik und Autor mehrerer Bücher über Spiel und Spielpädagogik.
Seine Spielpraxis von 1995 war grundlegend für die Entwicklung der Spielpädagogik. Seine Spielesammlung "666 Spiele (Kallmeyer in Verbindung mit Klett, Friedrich Verlag, Seelze, 25. Auflage 2013) gilt als Basisliteratur der Kinder- und Jugendarbeit.
Ulrich Baer ist Gründer (zus. mit Prof. Andreas Knapp) und langjähriger Herausgeber der Zeitschrift „gruppe & spiel“ (Friedrich Verlag, Seelze) und der Buchreihe „RAT“. Zusammen mit Alexander Baer hat er bis zum Jahr 2015 den „Robin-Hood-Versand“ betrieben, der kulturpädagogische Fachliteratur und gruppenpädagogische Materialien vertreibt.
Weitere Kompetenzbereiche: Digitalfotografie und Medienpädagogik, Methodik und Didaktik der Erwachsenenbildung.
Seit dem Jahr 2015 Autor zusammen mit seinem Mann Alexander Baer mehrerer Bildkarten-Sets mit eigenen Fotografien für den Einsatz in der kreativen Gruppenarbeit und für die metaphorische Arbeit in Beratung, Supervision und Coaching.
Der gemeinnützige Verein „Forum Spielpädagogik e.V.“ wurde von ihm im Jahr 2018 zusammen mit Kollegen und Kolleginnen in Köln gegründet, damit eine humanistisch orientierte Spielpädagogik im deutschsprachigen Raum eine Interessenvertretung besitzt, um das Spiel in Bildungsräumen zu fördern – gemäß der UN-Menschenrechte und der Kinderrechteerklärung der Vereinten Nationen. Der Verein realisiert publizistische Projekte und betreibt eine Website, die von Ulrich Baer redaktionell verantwortet wird, mit spielpraktischen Vorschlägen und einer Referentenliste für Fortbildungen und Workshops: www.spielpaedagogik.info.